# Bob Garretson
Bob Garretson (Sunnyvale, 8 aprile 1933 – 13 aprile 2025) è stato un pilota automobilistico statunitense.

## Biografia
Corse a bordo di una Porsche 935 tra la fine degli anni 70 e i primi anni 80 nel Campionato Sportscar Championship e nel Campionato IMSA GT. Nel 1978 vinse la Sebring 12 ore. Nel 1981, insieme a Brian Redman e Bobby Rahal, conquistò la 24 Ore di Daytona e nello stesso anno vinse anche il campionato del mondo Endurance per piloti.

## Riconoscimenti
- FIA Hall of Fame 2019[2]